# Karol Leszczyński

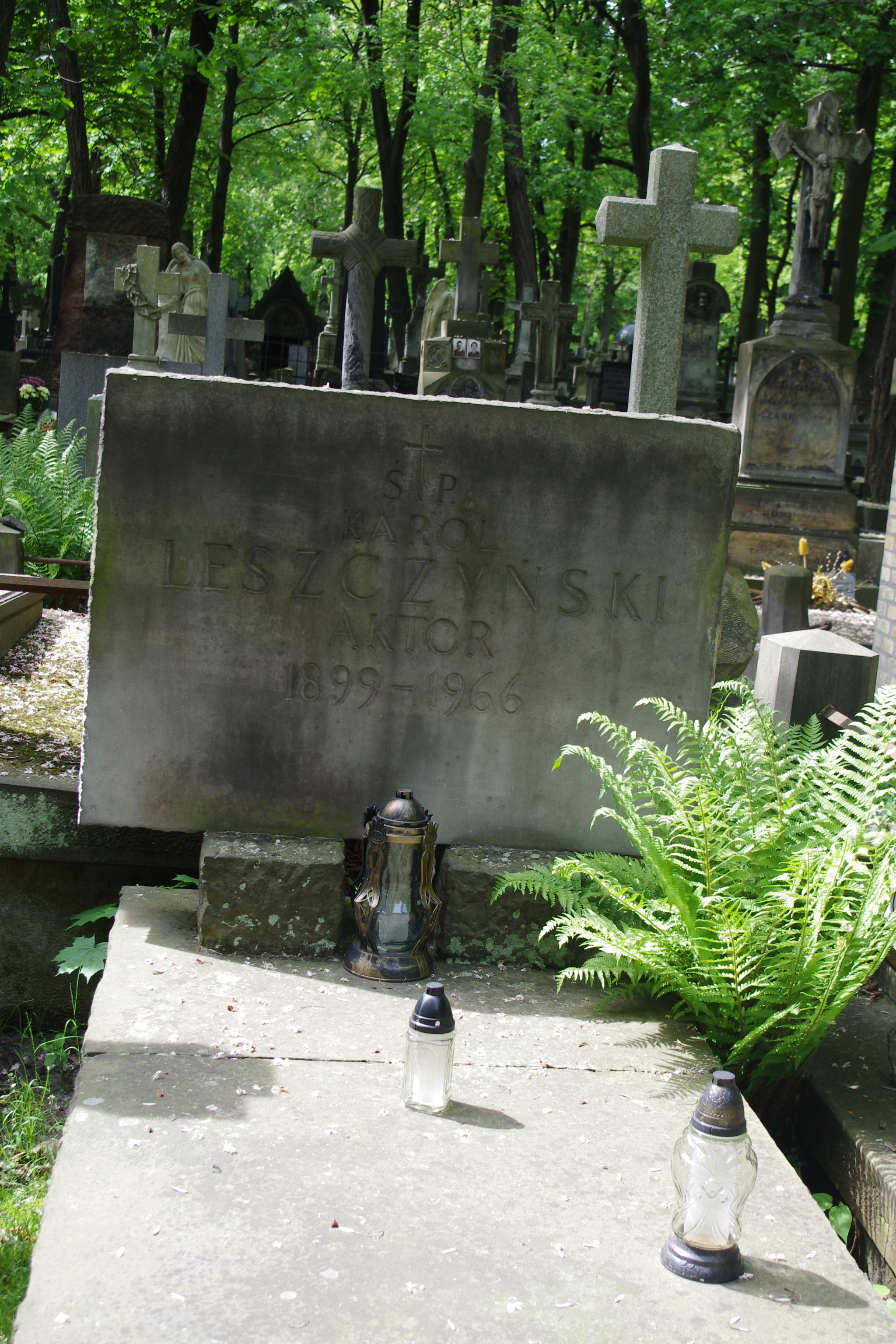
Grób aktora Karola Leszczyńskiego na cmentarzu Stare Powązki w Warszawie

Karol Leszczyński (ur. 4 listopada 1899 w Warszawie, zm. 7 listopada 1966 tamże) – aktor. 

## Życiorys
Urodził się w rodzinie Michała i Marianny Leszczyńskich. Ukończył szkołę handlową w Warszawie i podjął pracę buchaltera. Równocześnie został słuchaczem Kursów Wokalno-Dramatycznych H. J. Hryniewieckiej (1926–1927). Od 1927 występował w teatrach w Warszawie, Lublinie, Łucku, Łodzi i Gdańsku.
Wojna zastała go w Bydgoszczy gdzie wkrótce po wybuchu wojny został aresztowany przez gestapo i uwięziony. Po ucieczce z transportu przedostał się do Warszawy, gdzie pracował do powstania. Wywieziony do obozu pracy w Niemczech, powrócił po wojnie do Bydgoszczy, do Teatru Polskiego.
W latach 1946–1956 występował w Łodzi, Warszawie i gościnnie w Gdyni. Od 1957 do końca życia był aktorem Teatru Narodowego w Warszawie. Wystąpił w kilkunastu filmach i spektaklach Teatru Telewizji. W latach 1950–1966 występował w słuchowiskach Teatru Polskiego Radia.
W 1951 otrzymał wyróżnienie na Festiwalu Polskich Sztuk Współczesnych za rolę Domaradzkiego w Tysiącu walecznych Rojewskiego w Teatrze Narodowym w Warszawie.
Był mężem Teodozji z Adamskich (zm. 1980).
Zmarł w Warszawie, pochowany na cmentarzu Powązkowskim (kwatera 28-1-24).

## Kariera zawodowa
- Teatr Odrodzony, Warszawa, 1927–1927, aktor
- Teatr Praski, Warszawa, 1927–1928, aktor
- Teatr Miejski, Lublin, 1929–1930, aktor
- Wołyński Teatr Wojewódzki, Łuck, 1930–1934, aktor
- Teatry TKKT, Warszawa, 1934–1935, aktor
- 1935–1939, aktor, teatry miejskie, Łódź
- Teatr Miejski w Bydgoszczy, 1939–1940, aktor
- Teatr Polski Bydgoszcz, 1945–1946, aktor do 31 grudnia 1945
- Teatr Wojska Polskiego, Łódź, 1946–1948, aktor
- Teatr Rozmaitości w Warszawie, 1948–1950, aktor
- Teatr Rozmaitości, Warszawa, 1948–1950, dyrektor administracyjny
- Teatr Narodowy im. Wojska Polskiego, Warszawa, 1950–1952, aktor
- Teatr Współczesny w Warszawie, 1952–1955, aktor
- Teatr Współczesny Warszawa, 1952–1957, dyrektor administracyjny
- Teatr Narodowy w Warszawie, 1955–1957, aktor
- Teatr Narodowy, Warszawa, 1957–1966, aktor

## Filmografia
- 1966 – Pieczone gołąbki (mechanik sprawdzający urządzenie)
- 1966 – Wojna domowa (serial tv) (przewodniczący komisji konkursowej)
- 1965 – Głos ma prokurator
- 1961 – Dwaj panowie N (mecenas Kabera)
- 1956 – Nikodem Dyzma (gość na przyjęciu)
- 1956 – Warszawska syrena
- 1954 – Domek z kart (wczasowicz w Podborzu)
- 1953 – Pościg (doktor Korsak)
- 1953 – Sprawa do załatwienia (pracownik w telewizji)
- 1953 – Żołnierz zwycięstwa (Kamil Brzostowski, właściciel fabryki)
- 1947 – Jasne łany (sklepikarz Duda)

## Ordery i odznaczenia
- Złoty Krzyż Zasługi (11 lipca 1955)[2]
- Medal 10-lecia Polski Ludowej (19 stycznia 1955)[3]